# 坂本秀夫 (教育評論家)
坂本 秀夫（さかもと ひでお、1924年5月20日 - ）は、日本の教育評論家。

## 略歴
栃木県出身。中央大学法学部卒業。東京都立桜水商業高等学校教諭、全国高等学校教育法研究会長、日本教育法学会理事、のち名誉理事。東京都立大学 (1949-2011)・中央大学非常勤講師などを務める。管理教育批判で論陣を張る。

## 著書
- 『生徒懲戒の研究』学陽書房 1982
- 『生徒心得 生徒憲章への提言』エイデル研究所 1984
- 『教師にとって法とは何か 新しい教師像を求めて』エイデル研究所 1984
- 『時代を見すえる平和と人権の教育』国土社 1985
- 『「校則」の研究 だれのための生徒心得か』三一書房 1986
- 『バイク退学事件の研究 事例分析 生徒懲戒の乱用を問う』三一書房 1987
- 『生徒規則マニュアル』ぎょうせい 1987
- 『PTAの研究 親の教育権を見直す』三一書房 1988
- 『教師の研究』三一書房 1989
- 『校則の話 生徒のための権利読本』(三一新書) 三一書房 1990
- 『こんな校則あんな拘束』朝日新聞社 1992
- 『校則裁判』三一書房 1993
- 『生徒会の話 生徒参加の知識と方法』(三一新書) 三一書房 1994
- 『体罰の研究』三一書房 1995
- 『教育情報公開の研究』学陽書房 1997
- 『戦後民主主義と教育の再生 いま、教育に何が求められているのか?』明石ライブラリー 明石書店 2007

### 共編著
- 『生活指導の法的問題』編著 ぎょうせい 1987
- 『生徒の学習権が危ない 原級留置きの理論と実際』中野進共編著 ぎょうせい 1989
- 『文部省の研究 教育の自由と権利を考える』山本広三共編著 三一書房 1992